# Павел (Глебов)
Архимандрит Па́вел (в миру Пётр Гле́бов; 1827, Скопин, Рязанская губерния — 1 (14) марта 1904) — архимандрит Русской православной церкви, наместник Троице-Сергиевой лавры.

## Биография
Родился в 1827 году в городе Скопин в семье диакона.
Окончил Духовное училище. В 1846 году в возрасте 18 лет поступил послушником в Саввино-Сторожевский монастырь под непосредственное руководство своего двоюродного деда, наместника иеромонаха Николая, благочестивого и строгого старца, который в особо знаменательные дни и даже недели совсем не принимал пищи и довольствовался глотками воды.
В обители преподобного Саввы юноша был пострижен в монашество с наречением имени Павел. Впоследвие рукоположён в сан иеромонаха. С 1858 года — монастырский казначей.
Был «верный глаз и правая рука» епископа Дмитровского Леонида (Краснопевкова), настоятеля Саввино-Сторожевского монастыря.
В Ярославле, куда был назначен высокопреосвященный Леонид, возведённый в сан архиепископа Ярославского, архимандрит Павел в 1876 году занял место эконома архиерейского дома.
После смерти архиепископа Леонида в 1877 году назначен наместником Толгского монастыря под Ярославлем.
С 21 декабря 1891 года до своей кончины был наместником Троице-Сергиевой Лавры.
Много сил приложил для возрождения Зосимовой пустыни, приписанной к Троице-Сергиевой лавре.
По воспоминаниям современников, архимандрит Павел был человек добросовестный, усердный, добрый, который везде, где ни находился, оставил по себе хорошую память.
Скончался 1 марта 1904 года и погребён в Свято - Смоленской Зосимовой пустыни.